# Supermarket Mania 2
Supermarket Mania 2 est un jeu vidéo de time management développé et édité par G5 Entertainment, sorti en 2010 sur Windows.
Il fait suite à Supermarket Mania.

## Accueil
- GameZone : 5/10[1]
- Gamezebo : [2]
- 148Apps : [3]